# Египтологија
Египтологија је наука, тј. скуп сродних наука које се баве проучавањем старог Египта. Феномени које проучава египтологија су: свакодневни живот, језик и литература, историја, култура и уметност, привреда, право, етика, религија и духовни живот. Иако је археологија наука која је открила најспектакуларније ствари у вези са старим Египтом, она није једина грана науке која потпада под египтологију. Ту су још: историја, историја уметности, епиграфика, палеолингвистика, итд.
У осносу на периоде историје старог Египта, египтологија се бави:
1. египатском праисторијом (од 5000. године п. н. е. до почетка прве династије негде око 3000-е п. н. е.)
2. династичким Египтом (време старог, средњег и Новог краљевства, од око 3000. п. н. е. до четвртог века п. н. е, тј. до времена када је Александар Македонски освојио Египат)
3. хеленистичким и римско-византијским Египтом (од Александра Македонског до пада под арапску власт)

## Област проучавања
Египтолози се баве проучавањем остатака староегипатске културе од њених почетака око 3200. године п. н. е. до првих векова нове ере. Материјални остаци ове културе се налазе пре свега у долини Нила од Средоземног мора до Картума у данашњем Судану, и од Либијске пустиње на западу до југозападне Азије на истоку, као и у целој области Средоземља. Основе за развој египтологије су поставили стручњаци који су се бавили истраживањем египатског језика и писма, текстова писаних египатским хијероглифима, хијератским, демотским или коптским писмом. Хијероглифи и хијератско писмо су служили за писање у свим историјским епохама старог Египта. Птолемејско египатско писмо се препознаје по великом броју нових знакова. Демотски и коптски су на вишем степену развоја и развили су сопствена писма. Сачувани текстови потичу из разних области живота. Тако наилазимо на надгробне натписе и стеле, натписе на статуама, текстове ритуала, календаре празника, химне, религиозне текстове итд, нарочито оне урезане на камену. Уз то постоје и књижевна дела која су записана углавном на папирусу и на кречњаку. Бирократе су за собом оставиле извештаје, писма, огласе, спискове, приручнике, законике и друга слична дела.
Данас многу универзитети подучавај студенте египтологији. У основи њихових програма су проучавање језика, разумевање текстова, археолошке теме и културна историја. За студије египтологије корисно је знање старогрчког језика, као и језика на којим је написана већина научне литературе - енглеског и француског. Данас рад египтолога није неопходно везан за археолошка ископавања, већ могу да раде у музејима и институтима који се баве овом тематиком, могу да припремају изложбе или предају на универзитетима.
Египтологија се делом преклапа са другим наукама, попут „ране историје“, „археологије Блиског истока“, „класичне археологије“, а у ширем смислу и хришћанском теологијом, јер су египатски Копти били једни од првих хришћана.

## Египтологија кроз историју
Први египтолози били су сами стари Египћани. Тутмозис IV, у време док је још био принц, рестаурисао је велику сфингу. Мање од два века касније, принц Кемвесет син Рамзеса II је стекао репутацију као познавалац и рестауратор древних храмова, грађевина и гробница.
Први историчари који су писали о историји Египта потичу из грчко-римског доба. То су били: Херодот, Страбон, Диодор Сикулус и египатски свештеник Манетон из 3 века п. н. е.
Муслимански истраживачли су делимично успели да разумеју хијероглифско писмо у 9. веку, полашећи од коптског језика. Абдул Латиф ал Багдади, професор на универзитету Ал Азхар, записао је детаљне описе египатских споменика.

## Модерна египтологија
Жан Франсоа Шамполион и Иполито Роселини су били неки од првих славних египтолога. Немац Карл Рихард Лепсијус је био рани истраживач Египта; бавио се ископавањима, израдом мапа и литературе. Шамполион је дешифровао систем египатских хијероглифа користећи камен из Розете као основ за анализу.
Око 1830, Рифа ел Тахтави појавио се као један од првих египатских египтолога. Њега су инспирисали средњовековни муслимански египтолози.
Главна институција која контролише археолошка истраживања данас је Врховни савет за старине.
Други значајни египтолози:
- Ђовани Батиста Белцони
- Флиндерс Питри
- Хауард Картер
- Захи Хавас
- Кетлин Куни

## Египтологија у Србији
Египтологијом су се бавили научници из многих држава. Најпознатије државе које се баве ископаваљима у Египту су: Немачка, Француска и Уједињено Краљевство. Египтологија није толико заступљена у Србији, али има доста налаза из Египта у музејима широм Србије. Најпознатији је Београдска мумија из Народног Музеја. Најпознатији српски египтолози су Сава Тутунџић, Бранислав Анђелковић, Вера Васиљевић и Данијела Стефановић.

## Значајни музеји
- Египатски музеј у Каиру
- Музеј Египта у Торину
- Лувр
- Британски музеј
- Египатски музеј и Нови музеј у Берлину
- Луксорски музеј
- Бруклински музеј
- Музеј Метрополитен
- Музеј лепих уметности у Бостону
- Питријев музеј египатске археологије
- Египатски музеј у Фиренци
- Национални музеј Судана
- Државна збирка египатске уметности у Минхену